# Wiège-Faty
Wiège-Faty är en kommun i departementet Aisne i regionen Hauts-de-France i norra Frankrike. Kommunen ligger  i kantonen Sains-Richaumont som ligger i arrondissementet Vervins. År 2022 hade Wiège-Faty 181 invånare.

## Befolkningsutveckling
Antalet invånare i kommunen Wiège-Faty
Referens: INSEE